# Haqvinus Jonae Vermannus
Haqvinus Jonae Vermannus, född i Stavnäs, Värmland, död 28 januari 1646 i Väse, var en svensk kyrkoherde.
Vermannus blev student vid Uppsala universitet 1606. Därefter blev han kyrkoherde 1613 i Väse härad och prost över Östersysslet kontrakt 1629.
Han ingick sitt första äktenskap med Christina Benedicti.